# Тензин Гјатсо
Тензин Гјатсо (кин. 丹增嘉措, пин. Dānzēng Jiācuò; рођен 6. јула 1935) је четрнаести по реду тибетански духовни и световни вођа. Тибетанци верују да је Далај Лама реинкарнација Буде, чији дух након смрти улази у тело новорођеног дечака којег идентификују традиционалним методама.
Тензин Гјатсо пети је од шеснаесторо деце у пољопривредној породици на Тибету у покрајини Ћингхај. Са две године проглашен је као „Тулку“, реинкарнација тринаестог Далај Ламе. Дана 17. новембра 1950, са петнаест година, проглашен је челником Тибета и најважнијим политичким управником, у време када се Тибет суочавао са насилном окупацијом Народне Републике Кине. Он је такође је вођа школе Гелуг, најновије школе тибетанског будизма, коју је формално водио Ганден Трипа. Централна влада Тибета, Ганден Фодранг, поверила је Далај Лами привремене обавезе до његовог изгнанства 1959. године.
Тензин Гјатсо је Тибет напустио 1959. године и склонио се у Индију након неуспеха Тибетског покрета отпора где је покушавао да успостави централну тибетску администрацију, уједно тражећи начин како да сачува тибетску културу и просвету, а хиљаде избеглица следило је Далај Ламу у Индију. Он се пензионисао као политички вођа 2011. године да би уступио место демократској влади. Харизматични и признати јавни говорник, Тензин Гјатсо је први Далај Лама који је отпутовао на Запад где је настојао да упозна свет с будизмом и промовисати концепт универзалне одговорности, етике и међурелигијске комуникације.
Године 1989. добио је Нобелову награду за мир за свој ненасилни отпор кинеској окупацији.

## Публикације
- My Land and My People: The Autobiography of His Holiness the Dalai Lama. Ed. David Howarth. Weidenfeld and Nicolson, 1962.  978-0446674218
- Deity Yoga: In Action and Performance Tantras. Ed. and trans. Jeffrey Hopkins. Snow Lion, 1987.  978-0-93793-850-8
- Tantra in Tibet. Co-authored with Tsong-kha-pa, Jeffrey Hopkins. Snow Lion, 1987.  978-0-93793-849-2
- The Dalai Lama at Harvard. Ed. and trans. Jeffrey Hopkins. Snow Lion, 1988.  978-0-93793-871-3
- Freedom in Exile: The Autobiography of the Dalai Lama, London: Little, Brown and Co., 1990,  978-0-349-10462-1
- My Tibet, co-authored with photographer Galen Rowell, 1990,  978-0-520-08948-8
- The Path to Enlightenment. Ed. and trans. Glenn H. Mullin. Snow Lion, 1994.  978-1-55939-032-3
- Essential Teachings, North Atlantic Books, 1995,  1556431929
- The World of Tibetan Buddhism, translated by Geshe Thupten Jinpa, foreword by Richard Gere, Wisdom Publications, 1995,  0-86171-100-9
- Tibetan Portrait: The Power of Compassion, photographs by Phil Borges with sayings by Tenzin Gyatso, 1996,  978-0-8478-1957-7
- Healing Anger: The Power of Patience from a Buddhist Perspective. Trans. Thupten Jinpa. Ithaca, NY: Snow Lion, 1997,  978-1-55939-073-6
- The Gelug/Kagyü Tradition of Mahamudra, co-authored with Alexander Berzin. Ithaca, NY: Snow Lion Publications, 1997,  978-1-55939-072-9
- The Art of Happiness, co-authored with Howard C. Cutler, M.D., Riverhead Books, 1998,  978-0-9656682-9-3
- The Good Heart: A Buddhist Perspective on the Teachings of Jesus, translated by Geshe Thupten Jinpa, Wisdom Publications, 1998,  978-0-86171-138-3
- Kalachakra Tantra: Rite of Initiation, edited by Jeffrey Hopkins, Wisdom Publications, 1999,  978-0-86171-151-2
- MindScience: An East–West Dialogue, with contributions by Herbert Benson, Daniel Goleman, Robert Thurman, and Howard Gardner, Wisdom Publications, 1999,  978-0-86171-066-9
- The Power of Buddhism, co-authored with Jean-Claude Carrière, 1999,  978-0-7171-2803-7
- Opening the Eye of New Awareness, Translated by Donald S. Lopez, Jr., Wisdom Publications, 1999,  978-0-86171-155-0
- Ethics for the New Millennium, Riverhead Books, 1999,  978-1-57322-883-1
- Consciousness at the Crossroads. Ed. Zara Houshmand, Robert B. Livingston, B. Alan Wallace. Trans. Thupten Jinpa, B. Alan Wallace. Snow Lion, 1999.  978-1-55939-127-6
- Ancient Wisdom, Modern World: Ethics for the New Millennium, Little, Brown/Abacus Press, 2000,  978-0-349-11443-9
- Dzogchen: Heart Essence of the Great Perfection, translated by Geshe Thupten Jinpa and Richard Barron, Snow Lion Publications, 2000,  978-1-55939-219-8
- The Meaning of Life: Buddhist Perspectives on Cause and Effect, Translated by Jeffrey Hopkins, Wisdom Publications, 2000,  978-0-86171-173-4
- Answers: Discussions with Western Buddhists. Ed. and trans. Jose Cabezon. Snow Lion, 2001.  978-1-55939-162-7
- The Compassionate Life, Wisdom Publications, 2001,  978-0-86171-378-3
- Violence and Compassion: Dialogues on Life Today, with Jean-Claude Carriere, Doubleday, 2001,  978-0-385-50144-6
- Imagine All the People: A Conversation with the Dalai Lama on Money, Politics, and Life as it Could Be, Coauthored with Fabien Ouaki, Wisdom Publications, 2001,  978-0-86171-150-5
- An Open Heart, edited by Nicholas Vreeland; Little, Brown; 2001,  978-0-316-98979-4
- The Heart of Compassion: A Practical Approach to a Meaningful Life, Twin Lakes, Wisconsin: Lotus Press, 2002,  978-0-940985-36-0
- Sleeping, Dreaming, and Dying, edited by Francisco Varela, Wisdom Publications, 2002,  978-0-86171-123-9
- Essence of the Heart Sutra: The Dalai Lama's Heart of Wisdom Teachings, edited by Geshe Thupten Jinpa, Wisdom Publications, 2002,  978-0-86171-284-7
- The Pocket Dalai Lama. Ed. Mary Craig. Shambhala Pocket Classics, 2002.  978-1-59030-001-5
- The Buddhism of Tibet. Ed. and trans. Jeffrey Hopkins, Anne C. Klein. Snow Lion, 2002.  978-1-55939-185-6
- The Art of Happiness at Work, co-authored with Howard C. Cutler, M.D., Riverhead, 2003,  978-1-59448-054-6
- Stages of Meditation (commentary on the Bhāvanākrama). Trans. Ven. Geshe Lobsang Jordhen, Losang Choephel Ganchenpa, Jeremy Russell. Snow Lion, 2003.  978-1-55939-197-9
- Der Weg des Herzens. Gewaltlosigkeit und Dialog zwischen den Religionen (The Path of the Heart: Non-violence and the Dialogue among Religions), co-authored with Eugen Drewermann, PhD, Patmos Verlag, 2003,  978-3-491-69078-3
- The Path to Bliss. Ed. and trans. Thupten Jinpa, Christine Cox. Snow Lion, 2003.  978-1-55939-190-0
- How to Practice: The Way to a Meaningful Life, translated and edited by Jeffrey Hopkins, 2003,  978-0-7434-5336-3
- The Wisdom of Forgiveness: Intimate Conversations and Journeys, coauthored with Victor Chan, Riverbed Books, 2004,  978-1-57322-277-8
- The New Physics and Cosmology: Dialogues with the Dalai Lama, edited by Arthur Zajonc, with contributions by David Finkelstein, George Greenstein, Piet Hut, Tu Wei-ming, Anton Zeilinger, B. Alan Wallace and Thupten Jinpa, Oxford University Press, 2004,  978-0-19-515994-3
- Dzogchen: The Heart Essence of the Great Perfection. Ed. Patrick Gaffney. Trans. Thupten Jinpa, Richard Barron (Chokyi Nyima). Snow Lion, 2004.  978-1-55939-219-8
- Practicing Wisdom: The Perfection of Shantideva's Bodhisattva Way, translated by Geshe Thupten Jinpa, Wisdom Publications, 2004,  978-0-86171-182-6
- Lighting the Way. Snow Lion, 2005.  978-1-55939-228-0
- The Universe in a Single Atom: The Convergence of Science and Spirituality, Morgan Road Books, 2005,  978-0-7679-2066-7
- How to Expand Love: Widening the Circle of Loving Relationships, translated and edited by Jeffrey Hopkins, Atria Books, 2005,  978-0-7432-6968-1
- Living Wisdom with His Holiness the Dalai Lama, with Don Farber, Sounds True, 2006,  978-1-59179-457-8
- Mind in Comfort and Ease: The Vision of Enlightenment in the Great Perfection. Ed. Patrick Gaffney. Trans. Matthieu Ricard, Richard Barron and Adam Pearcey. Wisdom Publications, 2007,  978-0-86171-493-3
- How to See Yourself as You Really Are, translated and edited by Jeffrey Hopkins, 2007,  978-0-7432-9045-6
- The Leader's Way, co-authored with Laurens van den Muyzenberg, Nicholas Brealey Publishing, 2008,  978-1-85788-511-8
- My Spiritual Autobiography compiled by Fr from speeches and interviews of the 14th Dalai Lama, 2009,  9781846042423
- Beyond Religion: Ethics for a Whole World, Mariner Books, 2012,  054784428X
- The Wisdom of Compassion: Stories of Remarkable Encounters and Timeless Insights, coauthored with Victor Chan, Riverhead Books, 2012,  978-0-55216923-3
- My Appeal to the World, presented by Sofia Stril-Rever, translated from the French by Sebastian Houssiaux, Tibet House US, 2015,  978-0-9670115-6-1
- The Book of Joy: Lasting Happiness in a Changing World, coauthored by Archbishop Desmond Tutu, 2016,  978-0-67007-016-9
- Behind the Smile: The Hidden Side of the Dalai Lama, by Maxime Vivas (author), translated from the French book Not So Zen, Long River Press 2013,  978-1592651405

## Дискографија
- Inner World (2020)